# Heinz Volland
Heinz Volland (* 31. März 1921 in Hardisleben; † 10. Juni 2019) war ein deutscher Offizier (Oberst a. D.) der Bundeswehr.

## Leben
Heinz Volland trat 1956 in den Dienst der Bundeswehr. Von 1956 bis 1966 bekleidete er verschiedene Positionen beim Heer. Im Anschluss wurde er Kommandeur eines Versorgungsbataillons und war Dezernent im Bundeswehramt in Bonn. 1980 schied er im Dienstgrad eines Obersts aus dem Dienst.
Volland war ab 1956 Mitglied im Vorstand des Deutschen Bundeswehrverbandes (DBwV). Von 1967 bis 1985 war er dessen Vorsitzender. In dieser Funktion gründete er 1971 die Europäische Organisation der Militärverbände (EUROMIL). Er war Vorsitzender und danach Mitglied des Beirats der Stiftung Deutscher Offizier Bund (DOB).
Der Militärhistoriker Bruno Thoß beschrieb ihn folgendermaßen:

„Ein unauffälliger, äußerst zäher Gesprächspartner, der es routiniert versteht, Parlamentarier unter Erfolgsdruck zu setzen und deren Arbeitsergebnisse dann ausschließlich an die eigene Fahne zu heften. Abgeordneten läßt er keinerlei Chance einer Teilhabe.“

1977 wurde die Heinz-Volland-Stiftung (HVMS) für Soldaten in Not gegründet.

## Auszeichnungen
- 1973: Bundesverdienstkreuz 1. Klasse
- 1982: Großes Verdienstkreuz des Verdienstordens der Bundesrepublik Deutschland
- 1985: Ehrenvorsitzender des DBwV und Träger des Ehrenringes